# Keisuke Kumazawa
Keisuke Kumazawa (født 29. juni 1989) er en tidligere japansk fodboldspiller.
Han har spillet for flere forskellige klubber i sin karriere, herunder Gainare Tottori.